# Leyte (ville)
Pour les articles homonymes, voir Leyte.
Leyte est une municipalité de la province de Leyte, aux Philippines.